# Kagiso Mmusi
Thomas Kagiso Mmusi, né le 25 octobre 1965, est un homme politique et homme d'affaires originaire du Botswana. Depuis 2022, il occupe le poste de ministre de la Défense et de la Sécurité, après avoir été ministre de la Défense, de la Justice et de la Sécurité de 2019 à 2022. Il est le fils de Peter Mmusi, vice-président du Botswana de 1983 à 1992.

## Biographie
Mmusi suit un programme de développement en gestion à la Business School de l'université du Cap et fonde ensuite la société de holding Pula Holdings. En 1994, on lui demande de se présenter au Parlement après le décès de son père, mais il décline l'offre pour se lancer dans les affaires. En 2008, il occupe un poste au comité des finances du Parti démocratique du Botswana et est nommé trésorier adjoint du parti. Lors des élections générales de 2019, Mmusi remporte le siège de député de Gabane – Mmankgodi avec 12 204 voix sur 19 209 suffrages exprimés. À la suite de son élection, Mmusi est nommé ministre de la Défense, de la Justice et de la Sécurité dans le cabinet du Président Mokgweetsi Masisi.
En février 2022, lors d'une conférence sur la police, Mmusi encourage les forces de l'ordre à adopter une approche plus ferme face à la montée de la criminalité et à prendre des mesures plus décisives à l'égard des criminels,,. Cette déclaration est faite peu de temps après une attaque contre le ministre Edwin Dikoloti. Une semaine plus tard, 10 suspects de vol sont tués de manière controversée par les forces de sécurité de l'État. En mars 2022, Mmusi précise sa déclaration en mettant l'accent sur la vigilance plutôt que sur l'agression.
En 2022, un nouveau ministère de la Justice est établi et Mmusi nommé ministre de la Défense et de la Sécurité.